# McDonough (Géorgie)
Pour les articles homonymes, voir McDonough.
La ville de McDonough est le siège du comté de Henry, dans l’État de Géorgie, aux États-Unis. Sa population s’élevait à 22 084 habitants lors du recensement de 2010, estimée à 23 964 habitants en 2016.

## Démographie
| 1870 | 1880 | 1890 | 1900 | 1910 | 1920  |
| ---- | ---- | ---- | ---- | ---- | ----- |
| 320  | 320  | 515  | 683  | 882  | 1 263 |

| 1930  | 1940  | 1950  | 1960  | 1970  | 1980  |
| ----- | ----- | ----- | ----- | ----- | ----- |
| 1 068 | 1 232 | 1 635 | 2 224 | 2 675 | 2 778 |

| 1990  | 2000  | 2010   | - | - | - |
| ----- | ----- | ------ | - | - | - |
| 2 929 | 8 493 | 22 084 | - | - | - |

## Source
- (en) Cet article est partiellement ou en totalité issu de l’article de Wikipédia en anglais intitulé « McDonough, Georgia » (voir la liste des auteurs).